# Michèle Haumont
 (décembre 2020).
Pour les articles homonymes, voir Haumont.
Michèle Haumont, née le 10 février 1953 et décédée le 20 novembre 2019, à l'âge de 66 ans est une biologiste belge. Elle a été chercheuse et scientifique à l'ULB. Elle est notamment à l'origine de découverte, avec le professeur Alex Bollen, d'un vaccin efficace contre la toxoplasmose, une maladie grave en cas de grossesse. Auparavant, il n'existait pas de vaccin pour l'être humain, uniquement pour les animaux.
Leur travail a reçu le Prix Sabin 1997-1999 récompensant des recherches vaccinales faites en Belgique.
Durant sa carrière scientifique au sein de différents laboratoires, Michèle Haumont a également contribué à l'étude d'autres vaccins tels que les vaccins contre le cytomégalovirus (CMV) responsable de séquelles parfois très graves chez le fœtus, le virus de la varicelle-zona et le virus d'Epstein-Barr (EBV) responsable de la mononucléose,.